# Gichin Funakoshi
Gichin Funakoshi (船越 義珍 Funakoshi Gichin) (Yamakawa, Shuri, (avui Naha), Prefectura d'Okinawa, Japó, 10 de novembre de 1868 - 26 d'abril de 1957) és el fundador del karate shotokan.

## Biografia

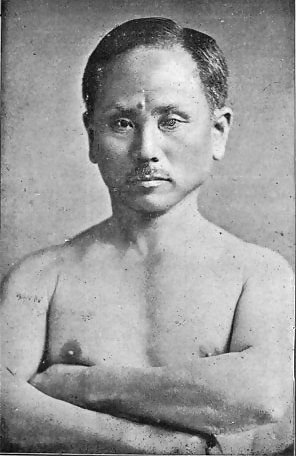
El mestre Funakoshi quan era jove

Era descendent d'una família de samurais, que antigament havien estat vassalls de la dinastia Ryukyu.
A l'edat d'11 anys ja s'havia fet un nom dins l'estil d'art marcial ryukyu. Començant la seva formació amb el mestre Azato Anko, no va tardar gaire a igualar el seu mestre en habilitat i a compartir amb ell el sentiment de ser "l'artista marcial més complet" dins la regió. Va aprendre també karate-jutsu (escrit amb els kanjis que signifiquen "l'art marcial de la mà xinesa") amb el mestre Itosu Anko. Els seus dos professors quedaren impressionats per la seva noblesa de caràcter.
Al llarg dels anys va continuar la seva formació, desenvolupant contínuament les seves extraordinàries qualitats. El mestre Funakoshi es convertí en president de l'Okinawa Martial Arts Society així com en instructor a l'escola de formació de professors d'Okinawa

## Llegat
Funakoshi publicà diversos llibres sobre karate incloent la seva autobiografia, Karate-Do: El camí de la meva vida. El seu llegat, però, es basa en un document amb les seves filosofies d'entrenament del karate ara es coneix com el Niju kun, o "Vint Principis". Aquestes normes són la premissa de la formació per a tots els practicants de Shotokan que apareixen en una obra titulada Els Vint Principis Rectors del Karate. En aquest llibre, Funakoshi estableix 20 normes per les quals els estudiants de karate s'insten a complir en un esforç per "convertir-se en millors éssers humans". Funakoshi Kyohan "El Text Mestre" segueix sent la publicació més detallada, que inclou seccions sobre la història i fonaments de kata i kumite. El famós tigre de Shotokan per Hoan adorna la coberta de tapa dura.

## Obres
- Rentan Goshin Karate Jitsu (1926)
- Karate-do, Kyohan (1935)
- Karate-do, Nyumon (1943)
- Kárate-do, My way of life (1956)